# Occidentalisme
Occidentalisme is een term, gebruikt door de Brits-Nederlandse sinoloog Ian Buruma en de Israëlische filosoof Avishai Margalit voor een “afkeer van westerse beschaving zijnde materialistisch, lichtzinnig, individualistisch”. 